# Dättlikon
Dättlikon je mjesto u Švicarskoj u kantonu Zürichu.

## Vanjske poveznice
- Službena stranica